# Mousquines/Bellevue
Mousquines/Bellevue est un quartier de la ville de Lausanne, en Suisse.

## Démographie
Avec une population, en 2017, de 2 591 habitants, dont 1 001 étrangers (38,6%), le quartier Mousquines/Bellevue abrite 2% de la population lausannoise. 

## Délimitation
Le quartier Mousquines/Bellevue, recouvre 55,1 ha, ce qui correspond à 1% de la surface de la commune, et regroupe les secteurs suivants, :
- Mon-Repos (901)[Note 1]
- Avenue Secrétan (902)
- Chemin de la Vuachère (903)

Le quartier est situé à l'est de la ville ; il est limité au nord par les quartiers de Chailly/Rovéréaz et de Vallon/Béthusy, à l'est par la commune de Pully, au sud par le quartier de Florimont/Chissiez et à l'ouest par le quartier du centre.

## Transports publics
- Bus : lignes 6, 7, 9, 12, 13[4]
- Métro : M2 (station Ours)

## Sites touristiques
- Parc de Mon-Repos
- Piscine de Mon-Repos

## Bâtiments publics
- Tribunal fédéral

## Cours d'eau
La Vuachère longe la frontière est du quartier, qu'elle sépare de la commune de Pully.

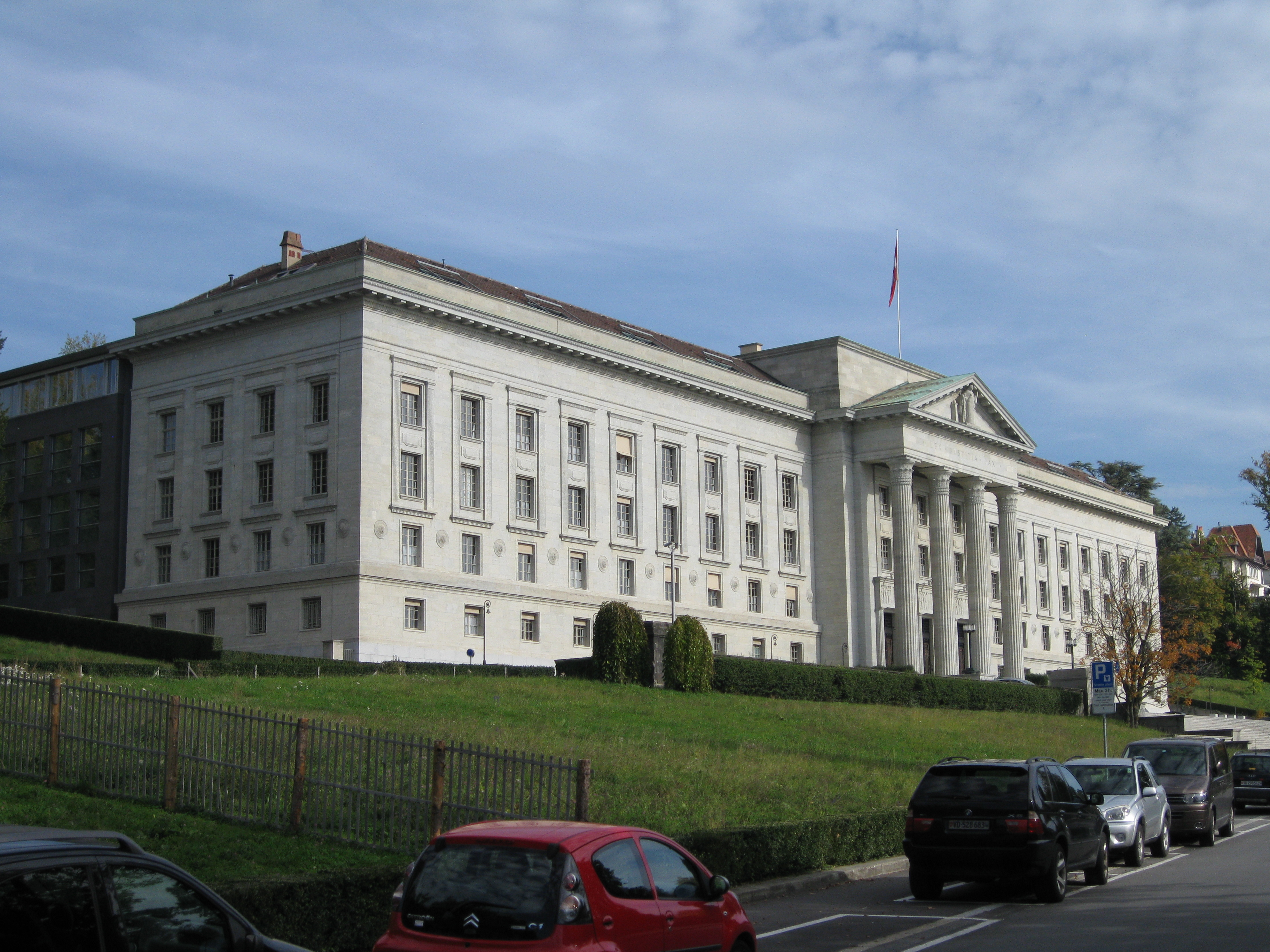
Tribunal fédéral.
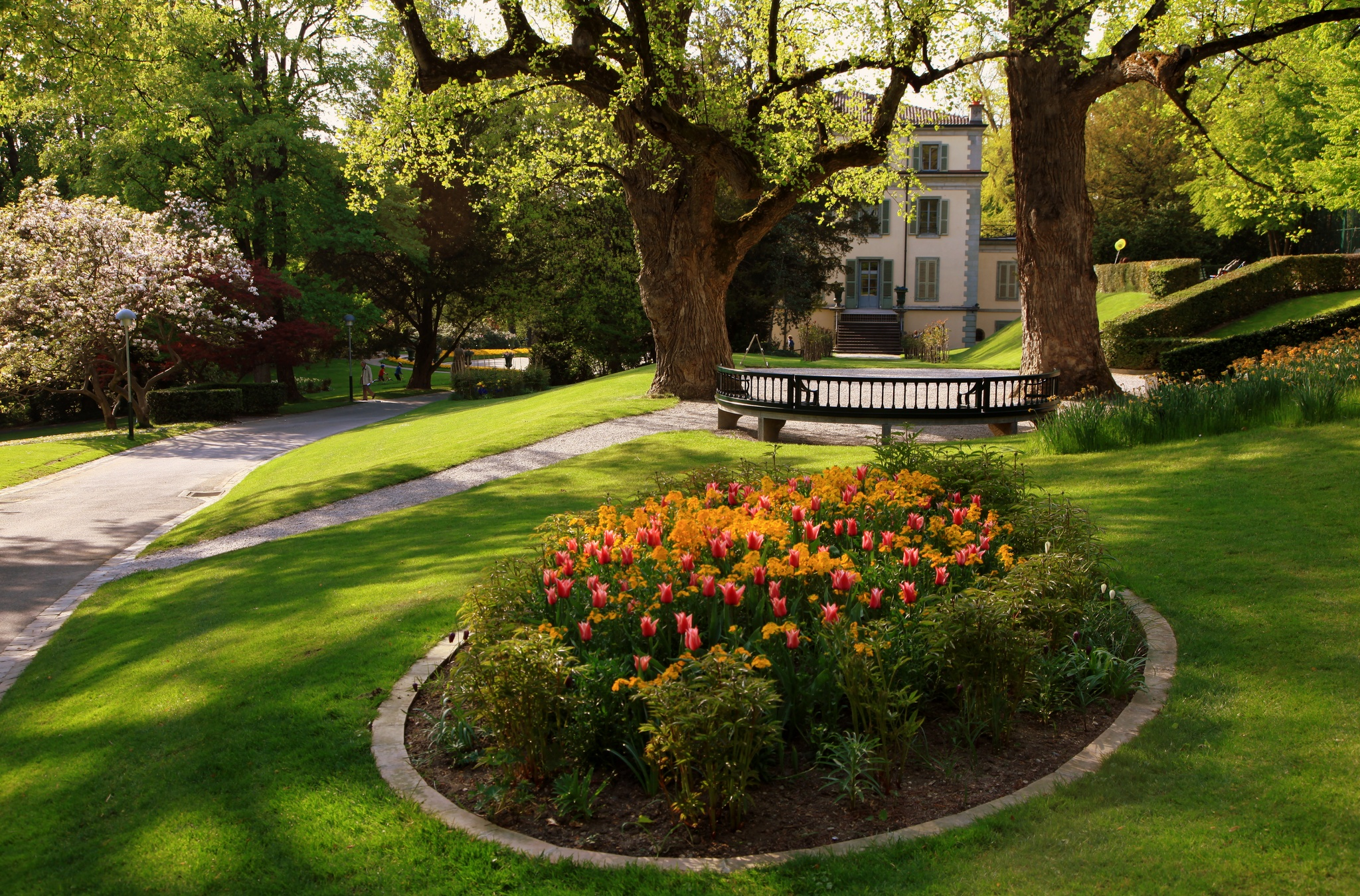
Parc de Mon-Repos.